# Adriana Losada
Adriana Losada es una deportista mexicana que compitió en judo. Ganó una medalla de plata en el Campeonato Panamericano de Judo de 2000, en la categoría de –48 kg.

## Palmarés internacional
| Campeonato Panamericano | Campeonato Panamericano  | Campeonato Panamericano | Campeonato Panamericano |
| Año                     | Lugar                    | Medalla                 | Categoría               |
| ----------------------- | ------------------------ | ----------------------- | ----------------------- |
| 2000                    | Orlando (Estados Unidos) | Medalla de plata        | –48 kg                  |